# Adela de Holanda
Adelaida de Holanda (en neerlandés: Aleide (Aleidis); c. 1230 - enterrada el 9 de abril de 1284), fue condesa de Hainaut por su matrimonio con Juan I de Avesnes. Actuó como regente del condado de Holanda durante la minoría de edad de su sobrino, el conde Florencio V, entre 1256 y 1263.
Era hija de Florencio IV de Holanda y Matilde de Brabante, y hermana de Guillermo II, conde de Holanda y Rey de Romanos.

## Biografía
El 9 de octubre de 1246, Adelaida se casó con Juan I de Avesnes, conde de Hainaut. Al igual que su madre, era patrona de las casas religiosas. Su interés religioso se refleja en que tres de sus hijos se convirtieron en obispos, y su única hija se convirtió en abadesa. También insistió en una educación bilingüe para ellos.
Entre 1258 y 1263, Adelaida fue regente de Holanda en nombre de su sobrino Florencio V. Se llamó a sí misma «Mentora de Holanda y Zelanda» (en neerlandés: Tutrix de Hollandie et Zeelandie). Después de que Florencio alcanzó la mayoría de edad, ella continuó aconsejándole. Murió en 1284 en Valenciennes (Henao, Sacro Imperio), pero en 1299, con la muerte del hijo de Florencio, Juan I, fue su propio hijo Juan II de Avesnes quien heredó Holanda a través de ella.
Le dio privilegios de ciudad a Schiedam, que más tarde tuvo el derecho de ser llamada ciudad. En él, fundó el castillo de Te Rivière, que entonces se convirtió en el segundo castillo más grande de Holanda.
Ordenó la construcción del dique Schielands Hoge Zeedijk, que hoy en día sigue protegiendo a 3 millones de habitantes en una amplia zona alrededor de Róterdam.

## Descendencia
Con Juan I, tuvo los siguientes descendientes:
- Juan II, conde de Henao y Holanda (1247-1304)
- Balduino (nacido después de 1247, vivió en 1299)
- Juana, abadesa de Flines (fallecida en 1304)
- Bouchard, obispo de Metz (1251-1296)
- Guido, obispo de Utrecht (1253-1317)
- Guillermo, obispo de Cambrai (1254-1296)
- Florencio, estatúder de Zelanda y príncipe de Acaya (1255-1297)

## En la cultura popular
Jacob van Maerlant dedicó su primer poema, Alexanders Geesten (Fantasmas de Alejandro), a Adelaida.